# 楊智捷
楊智捷（1982年11月13日—），曾任非凡新聞台主播，現任華視新聞資訊台主播。國立臺灣大學新聞研究所畢業。曾為書籍譯者，譯作〈鏡頭之後：電影攝影的張力、敘事與創意〉一書。

## 學歷
- 二信中學國中部第19屆畢業生
- 臺北市立第一女子高級中學
- 國立臺灣大學哲學系（2004年）
- 國立臺灣大學新聞研究所（2007年）

## 經歷
- 非凡新聞台 文字記者（2013年4月-2015年3月）
- 非凡新聞台 主播（2015年3月29日-2025年6月）
- 非凡新聞台 〈科技看非凡〉節目主持人，與范育禎共同主持（2015年6月12日-2025年6月）
- NEWS金探號 節目主持人 （2019年1月-2025年6月）
- 華視新聞資訊台主播（2025年7月2日-）

## 著作
- 出版日期：2012年10月3日，譯作〈鏡頭之後：電影攝影的張力、敘事與創意〉，作者： 古斯塔夫．莫卡杜，原文作者： Gustavo Mercado，譯者： 楊智捷，出版社：大家出版，ISBN 9789866179440

- 論文〈數位化的美麗與哀愁--新聞攝影產製變化初探〉[2]

## 外部連結
- 楊智捷 Gingera的Facebook專頁